# Christoph Gawenda

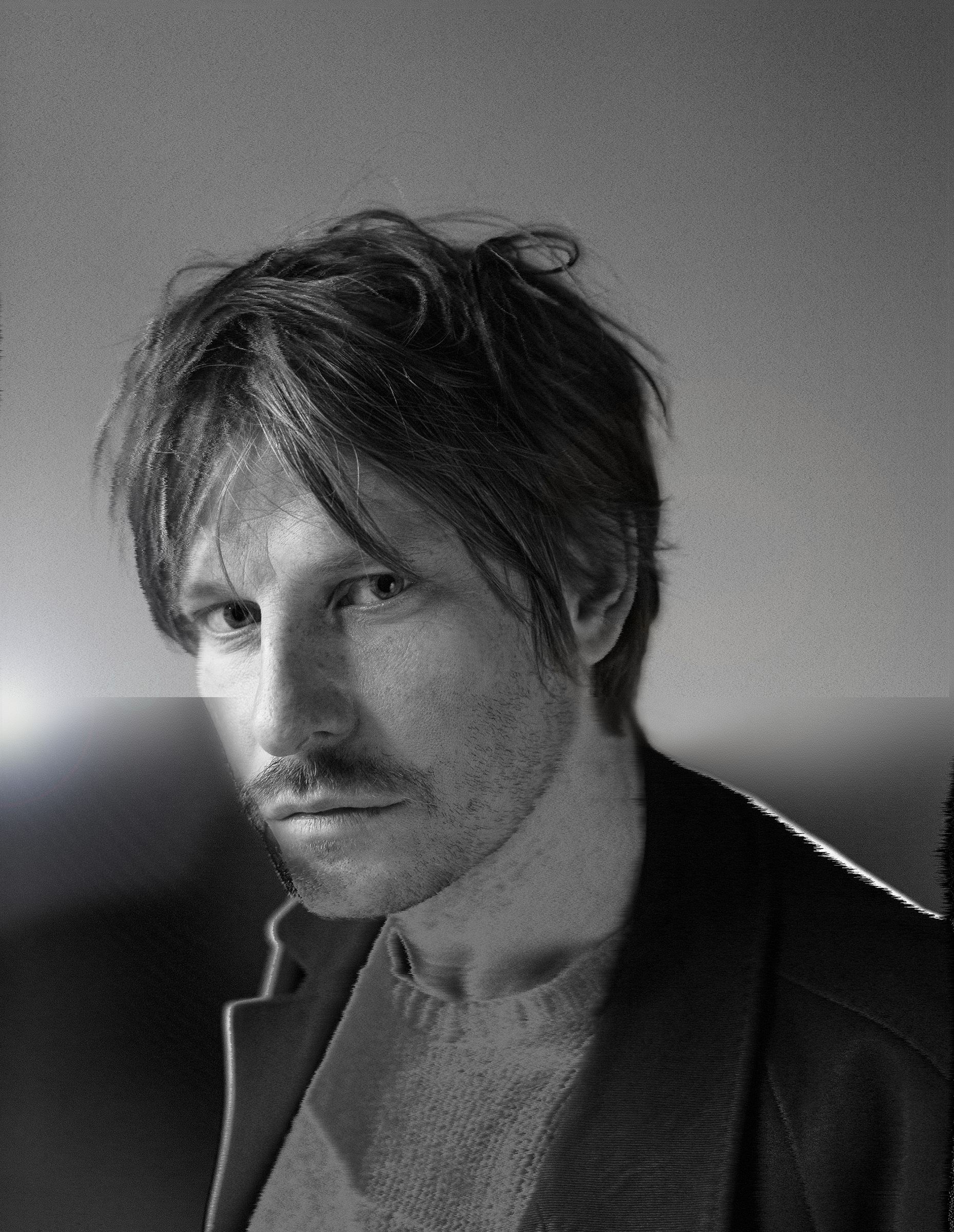
Christoph Gawenda fotografiert von Oliver Mark in der Schaubühne am Lehniner Platz, Berlin 2018

Christoph Gawenda (* 1979 in Neuss) ist ein deutscher Schauspieler und Hörspielsprecher.

## Leben
Christoph Gawenda wurde im Rheinland geboren. Seine Eltern sind Rechtspfleger; Gawenda selbst spielte mehrere Jahre Fußball in der Niederrheinliga. Nach dem Abitur wollte er zunächst „irgendwas zu studieren, vielleicht Philosophie“. Während seines Zivildienstes übernahm er in einer kirchlichen Laienaufführung von Molières Lustspiel Tartuffe zwei Rollen und entschied sich dann für die Schauspielerei. Er studierte von 2001 bis 2005 Schauspiel an der Hochschule für Musik, Theater und Medien in Hannover. Im Jahr 2004 absolvierte er ein Gaststudium an der State Theatre Arts Academy in St. Petersburg. 2005 gastierte bei den Salzburger Festspielen. 2007 erhielt er den Kunstförderpreis der Stadt Neuss.
Nach seinem Studium war er von 2005 bis 2010 in seinem ersten Festengagement am Staatsschauspiel Stuttgart. Dort trat er u. a. in Inszenierungen von Friederike Heller, Volker Lösch, Michael Thalheimer, Hasko Weber, Thomas Dannemann und Árpád Schilling auf. Er spielte in seiner Stuttgarter Zeit u. a. die Hauptfigur, den Nihilisten Jewgeni Basarow, in einer Bühnenfassung des Turgenjew-Romans Väter und Söhne (Regie: Friederike Heller, 2006), Rosencrantz in Hamlet (Regie: Volker Lösch, 2009), Ferdinand in Kabale und Liebe (Regie: Claudia Bauer, 2009) und den Studenten und Revolutionär Pjotr Sergejewitsch Trofimow in Der Kirschgarten (Regie: Michael Thalheimer, 2010).
Nach seinem Stuttgarter Engagement arbeitete Gawenda kurzzeitig als freier Schauspieler mit Engagements am Luzerner Theater (2010) und beim Hebbel am Ufer in Berlin (2010).
Seit der Spielzeit 2010/11 ist er festes Ensemblemitglied an der Berliner Schaubühne. Sein Engagement dort erfolgte auf Empfehlung der Hausregisseurin Friederike Heller, mit der Gawenda schon in Stuttgart gearbeitet hatte. Nach seiner Mitwirkung bei einer Lesung auf dem „F.I.N.D.“-Festival verpflichtete ihn der Regisseur und künstlerische Leiter Thomas Ostermeier fest an die Schaubühne.
Zu Gawendas Bühnenrollen an der Schaubühne gehörten zunächst ab 2011 der nackte und „gedemütigte“ Liebhaber Gaveston in Edward II. (Regie: Ivo van Hove, 2011), der „bedrohliche und zugleich bemitleidenswerte“ Knecht Nikita in Die Macht der Finsternis (Regie: Michael Thalheimer, 2011) und der Künstler Braun in Einsame Menschen (Regie: Friederike Heller, 2011). In Friederike Hellers Antigone-Inszenierung war Gawenda, an der Seite von Tilman Strauß als König Kreon, die Antigone, die er „hingebungsvoll mit Verve, Charme und Eleganz“ als Drag Queen darstellte. In Patrick Wengenroths Inszenierung Also sprach Zarathustra (Premiere: Januar 2012) verkörperte Gawenda an der Berliner Schaubühne den Philosophen Friedrich Nietzsche.
Weitere Rollen Gawendas an der Schaubühne waren der Badearzt Dr. Stockmann in Ein Volksfeind (Regie: Thomas Ostermeier, 2012), der junge Leutnant Anton Hofmiller in einer Bühnenfassung von Ungeduld des Herzens (Regie: Simon McBurney, 2015), der Dieb Waska Pepel in Nachtasyl (Regie: Michael Thalheimer, 2015) und der Staatssekretär Dr. Winkler in Professor Bernhardi (Regie: Thomas Ostermeier, 2016).
Gawenda arbeitet als Filmdarsteller auch für das Kino und das Fernsehen. 2005 wurde vom Fernsehsender Sat.1 im Rahmen der „SAT.1 Talents Actor Class“ als „Bester männlicher Nachwuchsschauspieler“ ausgezeichnet. Zu seinen Filmarbeiten gehören, u. a. Parkour (als Polizeibeamter, Regie: Marc Rensing, 2009), Einer wie Bruno (als Barmann, Regie: Anja Jacobs, 2011), Stalingrad (als Otto, Regie: Fjodor Bondartschuk, 2013) und im Ensemblefilm Auf einmal (Regie: Aslı Özge, 2016).
In der 13. Staffel der ZDF-Krimiserie SOKO Stuttgart (2015) spielte er den Verdächtigen Sven Wiese, einen unsympathischen Typen mit rassistischen Zügen. In der 13. Staffel der ZDF-Fernsehserie Notruf Hafenkante (Erstausstrahlung ab Oktober 2018) war er in einer dramatischen Episodenhauptrolle als Ex-Bundeswehrsoldat und Kriegsveteran, der unter einer posttraumatischen Belastungsstörung leidet, zu sehen.
Seit 2007 ist er auch umfangreich, u. a. für den SWR, als Hörspielsprecher tätig.
Gawenda lebt in Berlin.

## Filmografie (Auswahl)
- 2004: Die Sitte: Der letzte Kunde (Fernsehserie, eine Folge)
- 2006: Kommissar Stolberg: Du bist nicht allein (Fernsehserie, eine Folge)
- 2008: Die Gerichtsmedizinerin: Schlaf Kindlein, schlaf (Fernsehserie, eine Folge)
- 2009: Parkour (Kinofilm)
- 2011: Einer wie Bruno (Kinofilm)
- 2013: Stalingrad (Kinofilm)
- 2013: Meeres Stille (Kinofilm)
- 2015: SOKO Stuttgart: Silicon Sally (Fernsehserie, eine Folge)
- 2016: Auf Einmal (Kinofilm)
- 2018: Notruf Hafenkante: Letzter Schritt  (Fernsehserie, eine Folge)
- 2019: Just call (Kinofilm)
- 2019: Schwesterlein (Kinofilm)
- 2020: Deadlines (Fernsehserie)
- 2021: Ladybitch (Kinofilm)
- 2021: Untergrund (Kinofilm)
- 2023: SOKO Hamburg: Altes Land, neues Glück (Fernsehserie, eine Folge)
- 2023: 5 Seasons – eine Reise
- 2023: 24 Stunden (Fernsehfilm)
- 2025: Bernd – Operation Germanenkind

## Hörspiele (Auswahl)
- 2007: Alicia Giménez Bartlett: Frauen morden besser (Reihe); Folge: Boten der Finsternis (2 Teile) – Bearbeitung und Regie: Leonhard Koppelmann
- 2007: Anonymus: Literatur-Landschaften (Reihe); Folge: Das Nibelungenlied (2 Teile) – Bearbeitung und Regie: Beate Andres
- 2008: Sandra Kellein: Idiotenhügel – Regie: Iris Drögekamp
- 2008: Dirk Spelsberg: Nachts in meinem Garten – Regie: Ulrich Lampen
- 2008: Maurice Leblanc: Die hohle Nadel oder Der Schatz der Könige Frankreichs (2 Teile) – Regie: Stefan Hilsbecher
- 2009: Ann Cleeves: Frauen morden besser (Reihe); Folge: Die Nacht der Raben (2 Teile) – Regie: Mark Ginzler
- 2010: A. L. Kennedy: Geständnisse eines Mediums. Inspiriert durch die anonyme Veröffentlichung Confessions of a Medium von 1882 – Regie: Sven Stricker
- 2012: Roland Schimmelpfennig: Der goldene Drache – Regie: Iris Drögekamp
- 2014: Maja Das Gupta: Fünf Stunden Hochzeit – Regie: Mark Ginzler
- 2015: Zoran Drvenkar: Magdeburg hieß früher Madagaskar – Regie: Klaus-Michael Klingsporn
- 2016: Thilo Reffert: Fünf Gramm Glück – Regie: Beatrix Ackers
- 2018: Honoré de Balzac: Vater Goriot (3 Teile) – Regie: Judith Lorentz

## Theater (Auswahl)
- 2005: Salzburger Festspiele
- 2005–2010: Ensemblemitglied des Staatstheater Stuttgart
- 2010: Ensemblemitglied Hebbel am Ufer
- seit 2010: Ensemblemitglied Schaubühne am Lehniner Platz:
- 2011: Antigone, Regie: Friederike Heller
- 2011: Edward II., Regie: Ivo van Hove
- 2011:  Einsame Menschen, Regie: Friederike Heller
- 2011: Die Macht der Finsternis, Regie: Michael Thalheimer
- 2012:  Ein Volksfeind, Regie: Thomas Ostermeier
- 2012: Galaxy, Regie: BLITZ
- 2012:  Also sprach Zarathustra, Regie:  Patrick Wengenroth
- 2013: Baal, Regie: Nicholas Mockridge
- 2013: Angst essen Deutschland auf, Regie: Patrick Wengenroth
- 2013: Atmen, Regie: Katie Mitchell
- 2014: 2666, Regie: Àlex Rigola
- 2015: Nachtasyl, Regie: Michael Thalheimer
- 2015: Richard III., Regie: Thomas Ostermeier
- 2015: Ungeduld des Herzens, Regie: Simon McBurney
- 2016: Professor Bernhardi, Regie: Thomas Ostermeier
- 2018: Im Herzen der Gewalt, Regie: Thomas Ostermeier
- 2018: Italienische Nacht, Regie: Thomas Ostermeier
- 2019: abgrund, Regie: Thomas Ostermeier
- 2021: Yerma, Regie: Simon Stone
- 2023: Berliner Affären, Regie: İlknur Bahadır

## Auszeichnungen
- 2005:  SAT.1 Talents Actor Class – Bester männlicher Nachwuchsdarsteller
- 2007:  Kunstförderpreis der Stadt Neuss